# Dracograllus eira
Dracograllus eira is een rondwormensoort uit de familie van de Draconematidae. De wetenschappelijke naam van de soort is voor het eerst geldig gepubliceerd in 1968 door Inglis.